# Магдебургска катедрала
Магдебургската катедрала (на немски: Magdeburger Dom), официално наричана Катедрала на Свети Екатерина и Маврикий, е първата готическа катедрала в Германия и, с височина от 104 м, е най-високата катедрала в бившата Източна Германия.
Тя се намира в Магдебург, столицата на провинция Саксония-Анхалт, и в нея е погребан император Ото Велики.
Първата църква, построена на мястото на катедралата през 937, е абатство, посветено на Свети Маврикий. Днешната катедрала е строена в продължение на 300 г., започвайки от 1209, като шпиловете са завършени едва през 1520 г. Въпреки че е неколкократно ограбвана, Магдебургската катедрала е богата на художествени произведения от антики до модерно изкуство.

## История

### По-ранна сграда
Първата църква, основана на 21 септември 937 на мястото на днешната катедрала е абатство, наречено Свети Маврикий (Сент Мориц) и финансирано от император Ото I Велики. Той иска да демонстрира политическото си могъщество след успешната битка при Лехфелд през 955 и поръчва разширението на сградата още преди коронацията си като император на 2 февруари 962. Освен това, за да затвърди претенцията си на наследник на императора на Westromisches Reich, той придобива голям брой антики, например колоните, използвани в строителството на църквата. Много от тях по-късно са използвани в строителството на втората църква след 1209. Първоначалната сграда най-вероятно има един неф с четири крила, ширина от 41 м и дължина от 80 м. Височината ѝ се оценява на 60 м.
Съпругата на Ото, кралица Едита, е погребана в църквата след смъртта си през 946. Сградата е разширена през 955 и се превръща в катедрала. През 968 император Ото I избира Магдебург за седалище на архидиоцез с Адалберт фон Трир като архиепископ, въпреки че градът няма централно разположение, а е на източната граница на владенията му. С това той подчертава намерението си за разширение на държавата и разпространение на християнството на изток. Плановете му не успяват, тъй като той умира през 973 в Мемблен. Император Ото е погребан в катедралата при своята съпруга.
Цялата катедрала Свети Мавриций е разрушена от пожар на Велики петък 1207. Оцелява само южното крило на галерията. Архиепископът Албрехт II фон Кефернбург решава да разруши останалите стени и да построи напълно нова катедрала, въпреки нежеланието на хората в Магдебург. Точното разположение на старата църква дълго време остава неизвестно, но през май 2003 са открити основи на сграда с дължина 80 м и ширина 41 м. Старата крипта е разкопана и е отворена за посещения.
Площадът пред катедралата, понякога наричан Нов пазар (Neuer Markt), е заеман от императорски дворец (Kaiserpfalz), също разрушен през 1207. Материал от развалините му е използван в строителството на новата катедрала. Вероятните останки на двореца са разкопани през 1960-те.

### Строителство на сегашната сграда
Архиепископ Албрехт II фон Кефернбург решава да построи напълно нова катедрала. Той е много образован за времето си, учи във Франция и Италия и познава новата готическа архитектура, възникнала във Франция, но все още напълно непозната в Германия. Така той решава да построи новата катедрала в новия френски стил, но строителите не познават стила и напредват бавно в усвояването му. Строителството на хора започва през 1209 година, две години след пожара, разрушил предишната църква, но той все още е до голяма степен в романски стил. Първоначално са използвани романски кръстовидни сводове, комбинирани с готически ключов камък, който не е необходим в кръстовидните сводове.
Готическото влияние се засилва особено между 1235 и 1260 година при архиепископ Вилбранд. Тъй като в течение на триста години строителството е ръководено от различни хора, често са правени промени в първоначалния проект и размерът на катедралата е силно увеличен. Жителите на Магдебург не винаги са доволни от това, тъй като трябва да плащат за строителството. В някои случаи вече готови стени и колони са събаряни, за да задоволят изискванията на поредния ръководител.
Строителството спира през 1274 година. През 1325 година архиепископ Бурхард III фон Шраплау е убит от жителите на града, заради прекомерните данъци. Според фолклорни предания особено недоволство предизвиква данъка върху бирата. След тези събития Магдебург е анатемосан и строителството на църквата продължава едва след като градът прави изкупително дарение от пет олтара. Новият архиепископ Ото фон Хесен успява да завърши интериора и официално открива църквата през 1363 година с продължили цяла седмица празненства. По това време катедралата вече е посветена не само на Свети Мавриций, но и на Света Екатерина.
През 1360 година строителството отново е спряно и незавършените части са временно покрити. Работата се подновява едва през 1477 година при архиепископ Ернст фон Захсен, когато са построени двете кули. Те са направени от Бастиан Биндер, единственият майстор-строител на катедралата, чието име се е запазило до днес. Катедралата е окончателно завършена през 1520 година с поставянето на орнаментален кръст на северната кула.

### Лутер, шведите и Наполеон
На 31 октомври 1517 Мартин Лутер поставя своите 95 тезиса на вратата на катедралата на Витенберг, поставяйки начало на Реформацията. През 1524 Лутер проповядва и в Магдебург, след което някои по-малки църкви в града преминават към протестантството. Непопулярността на архиепископ Албрехт фон Бранденбург допринася за засилването на реформистите. След неговата смърт в Майнц през 1545 не е посочен негов наследник. Магдебург се превръща в един от водещите центрове на Реформацията и е обявен извън закона от императора. Католическата църква премества съкровището на катедралата за съхранение в Ашафенбург, но през Тридесетгодишната война то е ограбено от шведите. Свещениците в катедралата също преминават към протестантството и на първата неделя от коледните пости през 1567 там е отслужена първата протестантска литургия.
В хода на Тридесетгодишната война (1618 – 1648) градът е опустошен при т.нар. разграбване на Магдебург, като едва 4000 граждани оцеляват, укривайки се в катедралата. Главният свещеник Райнхард Бейкс се моли на колене пред граф Тили за живота на хората си. Катедралата оцелява след опожаряването на града и отново става католическа. След изтеглянето от града на католическите сили на Тили, обаче, катедралата е напълно ограбена и цветните стъклописи са унищожени. 20 000 жители на Магдебург загиват във войната и при нейния край градът има население от едва 400 души. Магдебург става част от Бранденбург и е превърнат в голяма крепост.
През 1806 Магдебург е отстъпен на Наполеон и катедралата е използвана като склад и конюшня. Окупацията продължава до 1814 и между 1826 и 1834 Фридрих Вилхелм III финансира наложителната реконструкция на сградата. Всички витражи са заменени през 1900.

### XX век
Катедралата преживява Първата световна война без поражения, но честите съюзнически бомбардировки през Втората световна война напълно унищожават прозорците ѝ. При най-тежката бомбардировка на 16 януари 1945 пряко попадение на бомба разрушава западната стена, органа и други части на сградата. За щастие противопожарните екипи успяват да загасят навреме пожара в покривната конструкция, така че щетите са умерени. Катедралата е отворена отново през 1955, а през 1969 е поставен нов по-малък орган.
През Втората световна война Магдебург е окупиран от съветски войски и става част от създадената през 1949 комунистическа Германска демократична република. Комунистическото ръководство се опитва да потисне религията като заплаха за режима и църковната активност се превръща в обществено неудобно поведение. Въпреки това изкореняването на религията е неуспешно и от 1983 пред Magdeburger Ehrenmal, скулптура от Ернст Барлах, намираща се в катедралата, се провеждат седмични молитви за мир. Това довежда до известните понеделнишки демонстрации в Лайпциг и Магдебург през 1989, които изиграват значителна роля в обединението на Германия.
Катедралата е в процес на реконструкция, започнала през 1983 от източногерманското правителство. През 1990 на покрива са инсталирани слънчеви батерии, за пръв път в църква в Източна Германия. Те произвеждат електричество за нуждите на църквата, а излишъкът се използва от местната електроразпределителна мрежа. През 2004 приключва кампания за набиране на средства за нов орган, започнала през 1997, като са събрани 2 милиона евро. Новият орган е поръчан и ще представлява 36-тонен инструмент с 93 регистъра и около 5000 тръби. Очаква се строителството му да завърши през 2007 и той да влезе в употреба през 2008.

## Архитектура
Днешната катедрала е строена в продължение на триста години, като е започната през 1209 година, а шпиловете са завършени едва през 1520 година. Тъй като готическата архитектура се появява през 12 век във Франция, в Германия няма други примери и в началото на строителството германските строители не са запознати със стила. Така те се учат в процеса на работата и напредъкът им може да бъде видян като малки промени в хода на строителството, което започва от олтара в източния край, близо до река Елба, и завършва с върха на кулите. В първите етапи се забелязва силно романско влияние. За разлика от френските готически катедрали, Магдебургската няма типичните летящи контрафорси, поддържащи сетните отвън.
Вътрешната дължина на сградата е 120 м, а височината до тавана – 32 м. Кулите достигат 104 м височина и са най-високите църковни кули в Източна Германия. В план катедралата се състои от неф, 2 крила с трансепт, пресичащ нефа и крилата. Във всеки край на трансепта има вход, като южният води към външна галерия. Таванът на нефа е по-висок от този на крилата и витражите над нивото на покрива на крилата осветяват нефа. В западния край има отделен нартекс. Презвитериумът в източния край е отделен от нефа с каменна стена. Олтарът и апсидата са разположени зад презвитериума. Апсидата е оградена от амбулаториум. (Вижте схема на катедрала за подробности по плановете на катедрали).
Южната страна на катедралата е свързана със спомагателна сграда, около голяма неправоъгълна галерия. Галерията, чиято южна страна е част от първоначалната сграда, оцеляла след пожара от 1207 година, е успоредна на първоначалната църква. Днешната сграда е построена под ъгъл спрямо оригиналната, така че галерията не е успоредна на катедралата.
Основата около река Елба в Магдебург е слаба, което затруднява строителството на високи сгради. Затова катедралата е построена върху единствената здрава скала, наречена Катедрална скала (Domfelsen). При ниски води тя се вижда в коритото на реката. Тъй като в миналото ниските води са означавали също лоша реколта, скалата е наричана още и Скалата на глада (Hungerfelsen). Така или иначе, тя не е достатъчно голяма за катедралата и само северната кула в западния край е разположена върху здрава скална основа, докато южната е върху по-слаба почва. За да се намали теглото на южната кула, тя е куха черупка без интериор или стълбище и всички тежки камбани са в северната кула. Въпреки това южната кула е малко по-висока, което е визуално коригирано с добавянето на орнаментен кръст на северната кула.

## Изкуство
Въпреки грабежите и плячкосването, Магдебургската катедрала е богата с произведения на изкуството, от антики до съвременно изкуство. Списъкът не е пълен и само обобщава по-значимите произведения, подредени приблизително по време на създаването:
- Антични колони от мрамор, порфир и гранит, използвани в апсидата, пренесени от Равена за строежа на първата сграда през 937.
- Кръщелен купел от розов порфир от Асуан. Първоначално е създаден като фонтан с отвор в центъра.
- Гробът на император Ото Велики от 973. При ексхумация от 1844 е установено, че гробът съдържа скелет и остатъци от дрехи, но всички погребални дарове са ограбени.
- Статуя на Свети Мавриций, създадена около 1250. Това е първото реалистично изобразяване на африканец в централноевропейското изкуство.
- Статуя на Света Екатерина, създадена също около 1250 от автора на статуята на Свети Мавриций
- Кралската двойка (Herscherpaar) в шестнадесетстенната капела, също около 1250. Не е известно коя е двойката, но се е възможно да е император Отон и кралица Едита или Исус в рая със Светата църква.
- Скулптурите на петте мъдри и петте неразумни девици, също около 1250. Това е най-забележителното произведение на изкуството в катедралата. Разположени са пред северния вход към трансепта.
- Столовете в хора от 1363 изобразяват живота на Исус. Неизвестният автор е направил и столовете в хора в Бременската катедрала.
- Magdeburger Ehrenmal от Ернст Барлах е поръчана като военен мемориал, но Барлах, участник в Първата световна война, изобразява вместо това болката и страданията от войните. Това предизвиква силни противоречия и скулптурата едва не е унищожена.
- Lebensbaumkruzifix (буквално Дървото на кръста на живота) е оцветена бронзова скулптура от 1986, разширена през 1988, показваща Исус, прикован към дърво, вместо кръст. Автор е Юрген Вебер.

Интересни са водоливниците на катедралата, които са каменни декоративни скулптури за отвеждане на вода с гротескно изображение на фантастични същества.
- Гаргойли